# Upper Hardres
Upper Hardres – wieś w Anglii, w hrabstwie Kent, w dystrykcie Canterbury. Leży 5 km na południe od miasta Canterbury i 90 km na wschód od centrum Londynu.
W 2001 miejscowość liczyła 389 mieszkańców.